# Tokari, Lohvîțea
Tokari (în ucraineană Токарі) este localitatea de reședință a comunei Tokari din raionul Lohvîțea, regiunea Poltava, Ucraina.

## Demografie
Componența lingvistică a localității Tokari
     Ucraineană (96,89%)
     Rusă (2,45%)
     Alte limbi (0,4%)
Conform recensământului din 2001, majoritatea populației localității Tokari era vorbitoare de ucraineană (96,89%), existând în minoritate și vorbitori de rusă (2,45%).